# Per-Gunnar Brissman
Per-Gunnar Brissman, född 21 december 1922 i Vimmerby stadsförsamling i Kalmar län, död 4 juli 2015 i Helsingborgs Maria församling i Skåne län, var en svensk militär.

## Biografi
Brissman avlade officersexamen vid Krigsskolan 1945 och utnämndes samma år till fänrik i pansartrupperna, där han befordrades till löjtnant 1947. Han befordrades till kapten 1958 och inträdde i Generalstabskåren 1960, varefter han befordrades till överstelöjtnant 1966. Därefter var han chef för Norrbottens pansarbataljon 1967–1968 och expert i 1966 års värnpliktskommitté 1968. År 1970 befordrades han till överste, varefter han var chef för Pansartruppskolan 1970–1974 och ställföreträdande chef för Skaraborgs regemente 1974–1976. Han befordrades till överste av första graden 1976 och var därefter befälhavare för Skaraborgs försvarsområde tillika chef för Skaraborgs regemente 1976–1980. Han var arméinspektör vid staben i Västra militärområdet 1980–1981, stod till försvarsministerns förfogande för beredning av Saab 39 Gripen-frågan 1981 och var chef för Arméns personaldelegation i Arméstaben 1982–1988. Brissman lämnade försvarsmakten 1989.
Per-Gunnar Brissman var son till grosshandlaren Gerhard Brissmann och dennes hustru Agda Nord. Brodern Hugo Brissman var ämbetsman. Han gifte sig 1948 med Siv Grönberg (1922–1985). Per-Gunnar Brissman är gravsatt i minneslunden på Vikens nya kyrkogård vid Öresund.

### Utmärkelser
- Riddare av första klassen av Svärdsorden, 1965.[11]
- Kommendör av Svärdsorden, 1974.[12]